# 梭布垭石林
梭布垭石林位于湖北恩施州太阳河乡境内，总面积21平方千米，是中国第二大石林。 
梭布是土家语三个的意思，梭布垭即三个垭。整个石林景区包括青龙寺、六步关、莲花寨等八大景区。

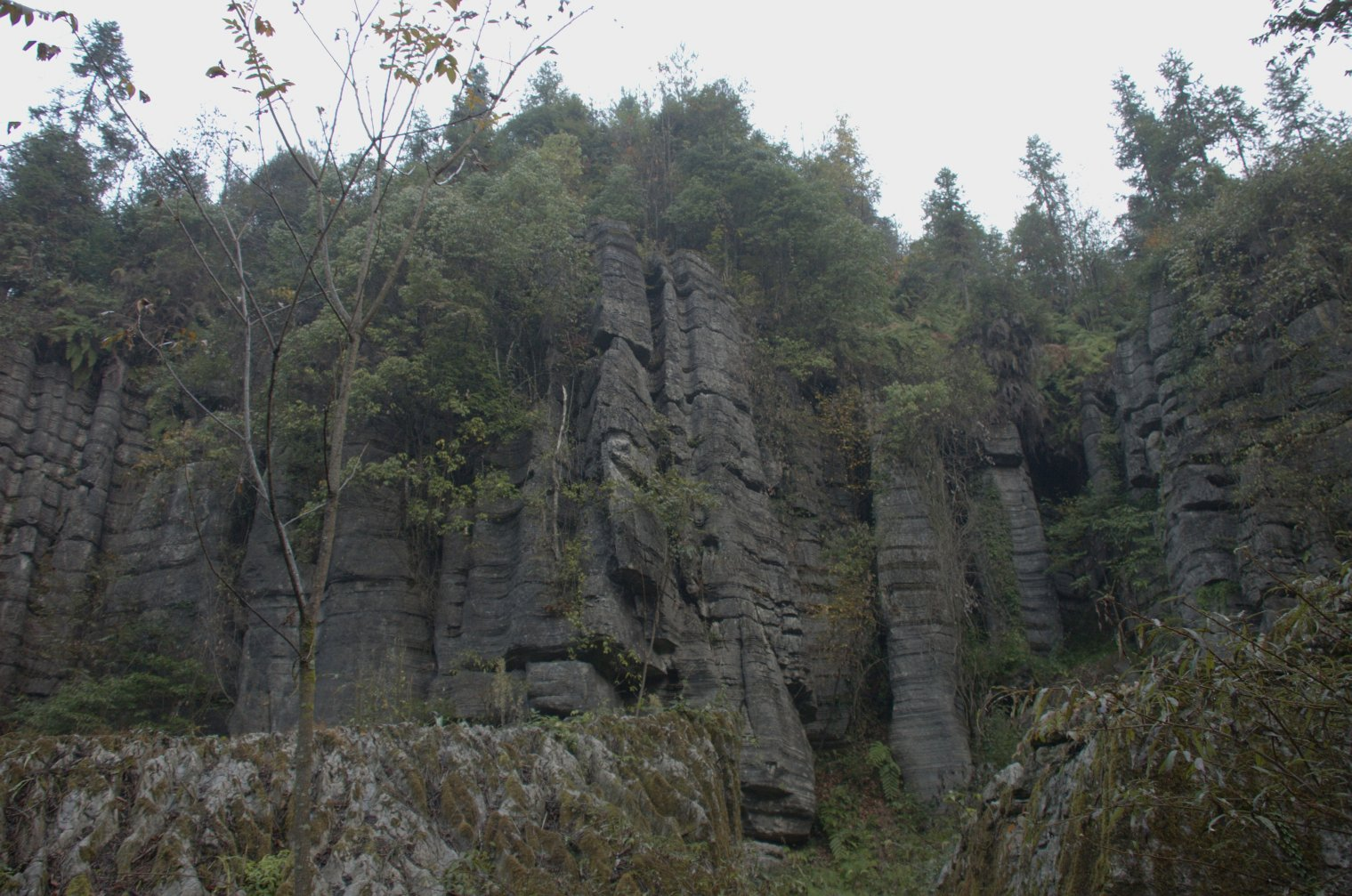
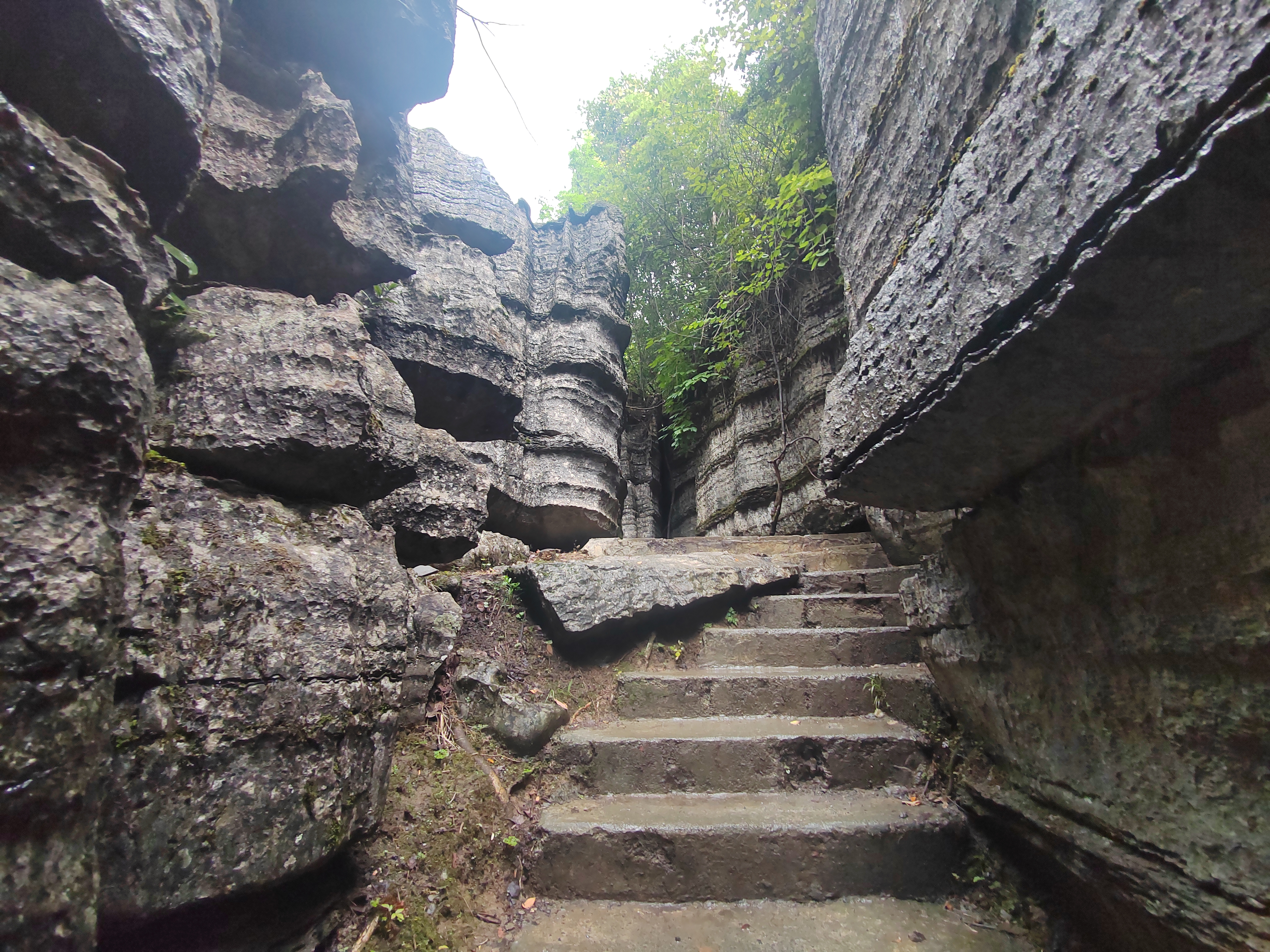